# Dialektologia społeczna
Dialektologia społeczna – obejmuje ona badaniami odmienne od języka ogólnego dialekty miejskie, problemy dyferencjacji socjalnej języka oraz zagadnienie kształtowania się nowych dialektów powstających w wyniku migracji ludności czy też procesów industrializacji i urbanizacji.